# マリオカート アーケードグランプリVR
『マリオカート アーケードグランプリVR』（MARIO KART ARCADE GP VR）は、任天堂のレースゲーム『マリオカート』シリーズのアーケードゲーム版「マリオカート アーケードグランプリ」シリーズの一つ。バンダイナムコエンターテインメント開発、バンダイナムコアミューズメント運営。キャッチコピーは「このマリオカート、ヤバイ」。

## システム
本作はマリオカートシリーズにおいて初めてVR表示に対応しており、主観視点でゲームが進行する。プレイ時にはVRゴーグルとヘッドフォンに加え、両手にも機器を装着する。
操作キャラクターは、マリオ、ルイージ、ヨッシー、ピーチの4人で、ほかにクッパとワリオもレースに参加する。コースは1種類で、アイテムは「ミドリこうら」「バナナ」「ハンマー」の3種類。従来のシリーズではコース内のアイテムボックスにカートが触れることでアイテムを取得できる形式だったが、本作では空中に浮いている風船にプレイヤーが直接手を伸ばすことで取得できる。またアイテム使用時には周囲360度で狙いをつけることができる。